# Dasymaschalon angustifolium
Dasymaschalon angustifolium är en kirimojaväxtart som beskrevs av Jing Wang och Richard M.K. Saunders. Dasymaschalon angustifolium ingår i släktet Dasymaschalon, och familjen kirimojaväxter. Inga underarter finns listade i Catalogue of Life.